# Santo Tomás de los Plátanos
Pour les articles homonymes, voir Santo Tomás.
Santo Tomás de los Plátanos est le chef-lieu de la municipalité de Santo Tomás dans l'État de Mexico, au Mexique, qui couvre une superficie de 110,91 km2 et compte 9 682 habitants en 2015[réf. à confirmer].